# Cleveland (Carolina del Nord)
Cleveland és una població dels Estats Units a l'estat de Carolina del Nord. Segons el cens del 2000 tenia 808 habitants.

## Demografia
Segons el cens del 2000, Cleveland tenia 808 habitants, 295 habitatges i 210 famílies. La densitat de població era de 209,4 habitants per km².
Dels 295 habitatges en un 34,9% hi vivien nens de menys de 18 anys, en un 49,5% hi vivien parelles casades, en un 15,9% dones solteres, i en un 28,8% no eren unitats familiars. En el 24,1% dels habitatges hi vivien persones soles el 9,5% de les quals corresponia a persones de 65 anys o més que vivien soles. El nombre mitjà de persones vivint en cada habitatge era de 2,67 i el nombre mitjà de persones que vivien en cada família era de 3,17.
Per edats la població es repartia de la següent manera: un 28,8% tenia menys de 18 anys, un 5,8% entre 18 i 24, un 33% entre 25 i 44, un 21,2% de 45 a 60 i un 11,1% 65 anys o més.
L'edat mediana era de 35 anys. Per cada 100 dones de 18 o més anys hi havia 94,3 homes.
La renda mediana per habitatge era de 38.456 $ i la renda mediana per família de 48.250 $. Els homes tenien una renda mediana de 31.797 $ mentre que les dones 23.125 $. La renda per capita de la població era de 16.381 $. Entorn de l'11,6% de les famílies i el 15,5% de la població estaven per davall del llindar de pobresa.

## Poblacions properes
El següent diagrama mostra les poblacions més properes.